# Diocèse de Kharkiv-Zaporijjia
Le diocèse de Kharkiv-Zaporijjia (en latin : Dioecesis Kharkiviensis-Zaporizhiensis) est un diocèse catholique d'Ukraine de rite latin de la province ecclésiastique de Lviv des Latins dont le siège est situé à Kharkiv, dans l'oblast de Kharkiv. L'évêque actuel est Pavlo Honcharuk (en), depuis 2020. 

## Historique
Le diocèse a été érigé par le pape Jean-Paul II le 4 mai 2002 en prenant des territoires du diocèse de Kamianets-Podilsky et de celui de Kiev-Jytomyr.
La proclamation de la république populaire de Donetsk à la suite des manifestations au printemps 2014 en Ukraine divise le territoire du diocèse.

## territoire
Le diocèse comprend les oblasts de Donetsk, Kharkiv, Dnipropetrovsk, Louhansk, Poltava, Soumy et Zaporijjia.
Le siège de l'évêché est à Kharkiv, où se trouve la cathédrale de l'Assomption-de-la-Bienheureuse-Vierge-Marie. À Zaporijjia, il y a la cocathédrale du Père-Miséricordieux.
En 2022, le territoire est divisé en 40 paroisses, regroupées en 7 doyennés. 

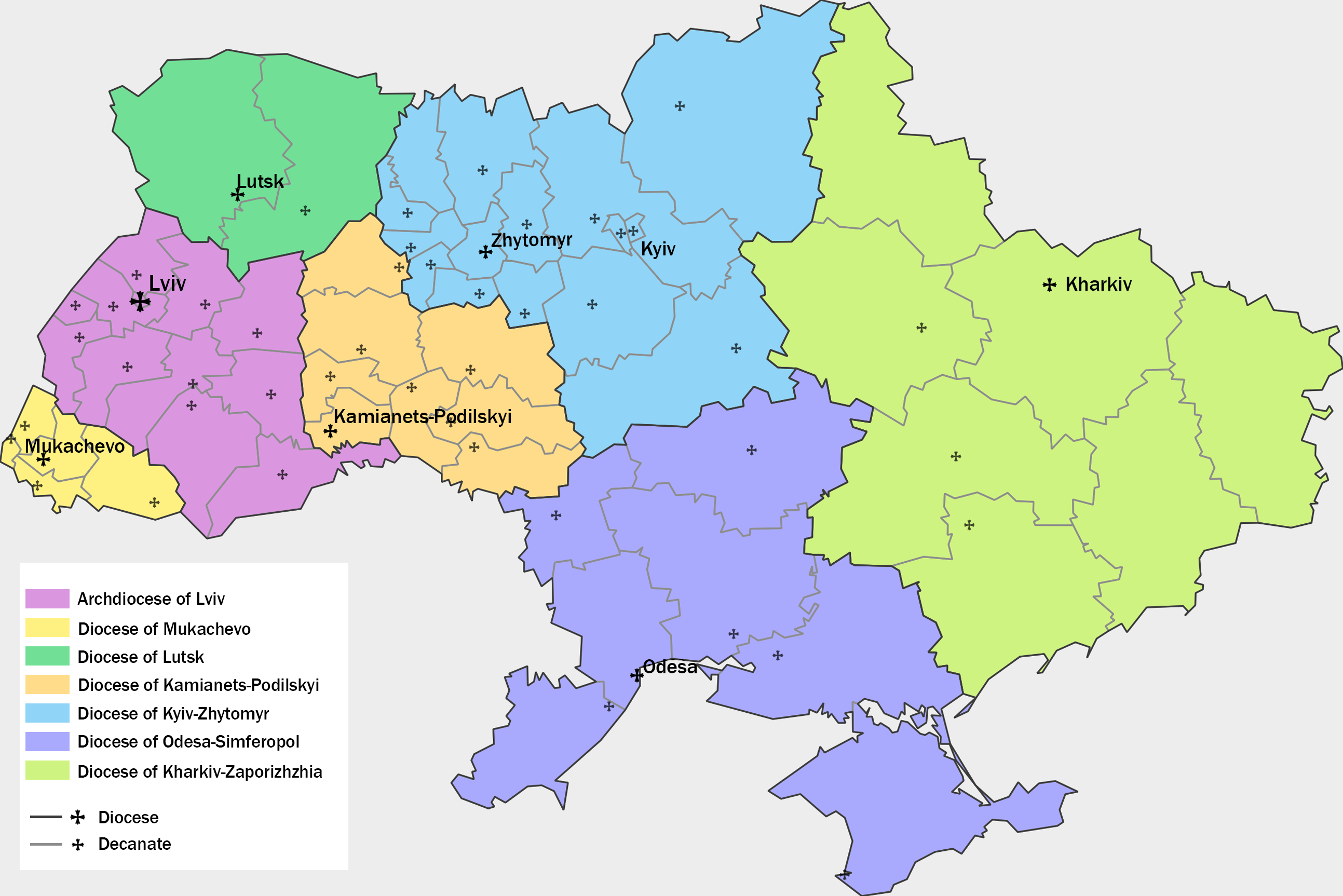
Localisation du diocèse (en vert).

## Évêques
- Stanislaw Padewski (O.F.M. Cap.), du 4 mai 2002 jusqu'au 19 mars 2009,
- Marian Buczek, du 19 mars 2009 jusqu'au 12 avril 2014,
- Stanislav Chirokoradiouk (O.F.M.), du 12 avril 2014 au 2 février 2019,
- Pavlo Honcharuk (en), depuis le 6 janvier 2020